# 星沙文体中心駅
星沙文体中心駅（せいさぶんたいちゅうしんえき）は、中華人民共和国湖南省長沙市長沙県にある3号線の駅である。

## 駅構造
- 島式ホーム1面

## 駅周辺
- 長沙県図書館
- 長沙県人民法院